# Ollarianus rudiculus
Ollarianus rudiculus är en insektsart som beskrevs av Ball 1936. Ollarianus rudiculus ingår i släktet Ollarianus och familjen dvärgstritar. Inga underarter finns listade i Catalogue of Life.